# Sonatan Kisku
Sonatan Kisku (Hindi सोनतन किस्कू; * 15. Mai 1969 in Kaudia, Jharkhand) ist ein indischer römisch-katholischer Geistlicher und Weihbischof in Dumka.

## Leben
Sonatan Kisku besuchte das Knabenseminar in Lucknow und studierte anschließend Philosophie am Morning Star College in Kalkutta. Das Theologiestudium absolvierte er am Päpstlichen Priesterseminar in Pune. Am 15. April 2002 empfing er das Sakrament der Priesterweihe für das Bistum Dumka.
Nach der Priesterweihe war er bis 2004 in der Pfarrseelsorge tätig. Anschließend studierte er Kanonisches Recht an der Päpstlichen Universität Urbaniana in Rom und erwarb das Lizenziat. Von 2007 bis 2008 leitete er das diözesane Berufungszentrum. 2008 wurde er zum Diözesanverantwortlichen für die Rechtsangelegenheiten ernannt. Ab 2008 war er zudem bis 2013 Diözesanökonom und bis 2021 Kanzler der Diözesankurie. Ab 2013 war er für die Sorge um die jungen und ab 2014 zudem für die alten und kranken Priester des Bistums zuständig. 2015 wurde er zusätzlich zum Generalvikar des Bistums Dumka sowie zum Sekretär der St. Joseph’s English Medium School ernannt. Von 2015 bis 2023 leitete er außerdem das Social Development Centre. Ab 2021 war er auch Regionaldirektor der kirchlichen Basisgemeinden in Jharkhand und ab 2023 zudem Pfarrer der Pfarrei St. Mary’s in Dumka.
Papst Franziskus ernannte ihn am 12. April 2025 zum Titularbischof von Zarna und zum Weihbischof in Dumka. Der Bischof von Dumka, Julius Marandi, spendete ihm am 13. Juni desselben Jahres auf dem Gelände der St. Joseph’s School in Dumka die Bischofsweihe. Mitkonsekratoren waren der Erzbischof von Ranchi, Vincent Aind, und der Bischof von Bhagalpur, Kurian Valiakandathil.